# Киев (кинотеатр, Киев)
Кинотеатр «Киев» — кинокомплекс в Киеве, часть культурного центра «Киев».
Открыт 23 ноября 1952 года. Возведён в плотной застройке квартала между жилыми домами конца 19 — начала 20 вв. Авторы — архитекторы В. М. Онащенко, А. А. Таций, В. И. Чуприна, соавтор П. Н. Жилицкий, инженер В. В. Захарченко.

## Архитектура
Здание кинотеатра двухэтажное в основной части, по периметру — трёхэтажное с подвалами, кирпичное, оштукатуренное, цоколь со стороны улицы облицован плитами полированного гранита. В плане прямоугольное, трёхзальное, с глубокой лоджией входа на лицевом фасаде и ризалитом на заднем. Перекрытия плоские железобетонные, осложнённая жестяная крыша создана из двускатных и односкатных частей, перекрывающих разновысокие помещения. Объёмно-планировочная структура с чётко разграниченными функциями симметрична относительно продольной оси. В передней части по центру расположены парадные помещения для временного пребывания, в средней — зрелищные, вдоль боковых фасадов — коммуникационные (коридоры и лестницы), в задней части — кинопроекционные. На первом этаже за входной лоджией обустроен кассовый вестибюль с парадной трёхмаршевой лестницей на второй этаж, в торце вестибюля — малый зрительный зал на 250 мест с отдельным, расположенным справа входом в фойе, а также служебные помещения кинотеатра. Второй этаж занимают два больших зала («Красная» и «Синий», изначально — «Голубой») на 525 мест каждый, прилегающие к двухъярусному фойе с антресолью, где размещаются концертный зал и буфет. Заполнение зрительных залов происходит из общих кулуаров, эвакуация — через боковые коридоры с широкой лестницей у выхода на улицу.

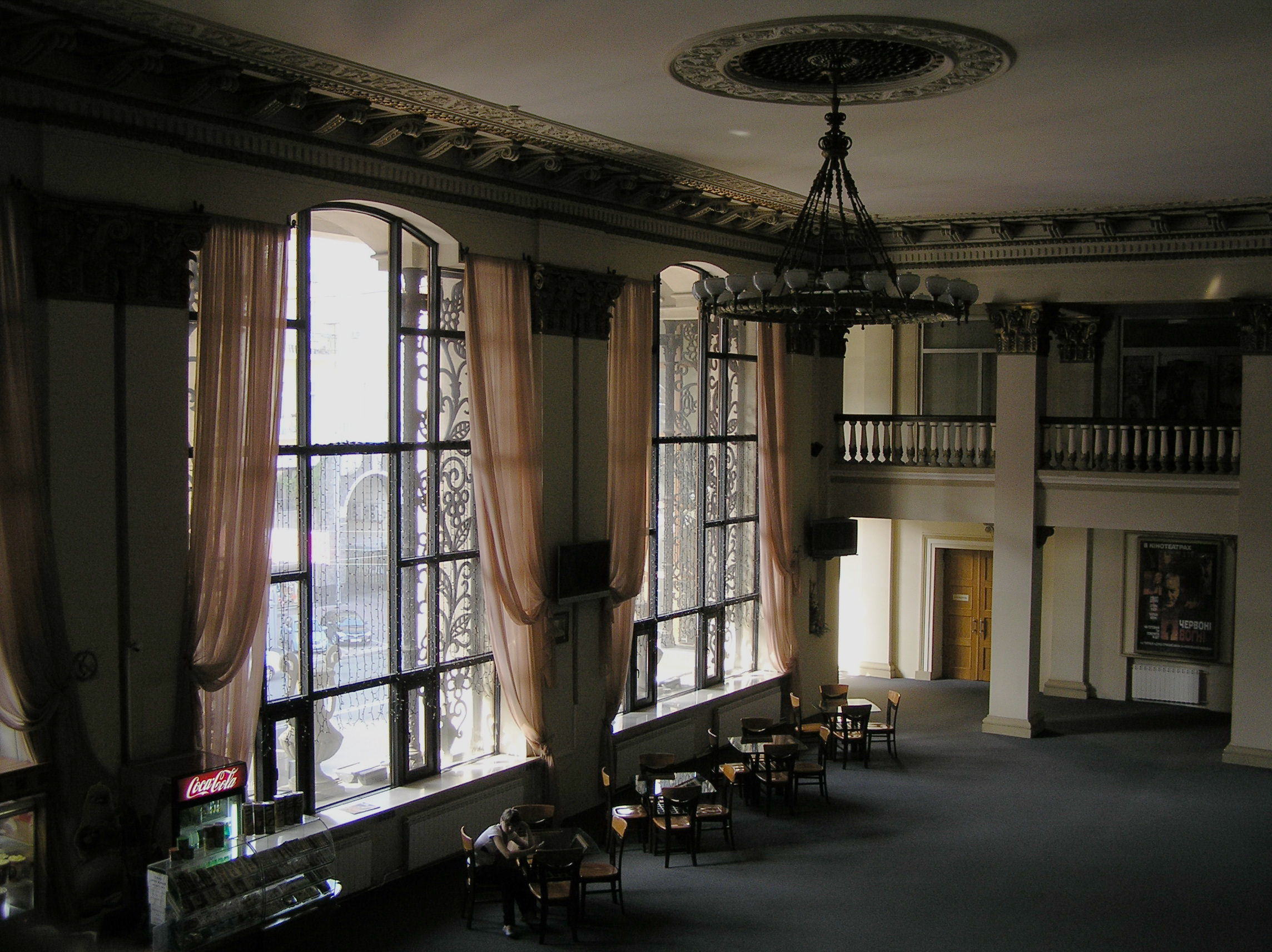
Холл

Здание решено в формах советского неоклассицизма с использованием элементов украинского декоративного искусства. Лицевой фасад симметричный, трёхдольный. Выступающая центральная часть, по решению несколько напоминающая фасад античного «храма в антах», завершена треугольным фронтоном, боковые плоскости — парапетом в виде балюстрады. Фланкированная ризалитами трёхпрогонная лоджия перед входами оформлена большими прямоугольными колоннами и пилястрами стилизованного ионического ордера. Ризалиты, колонны, пилястры и боковые плоскости фасада обработаны дощатым рустом; отведённое для рекламы место на ризалитах выделено как бленда в классическом обрамлении. Тимпан фронтона с картушем посередине заполнен красивым растительным орнаментом, включающим характерные для народного искусства цветы подсолнуха, виноградные грозди и т. п. Фронтон первоначально увенчивался трёхфигурной скульптурной композицией и угловыми акротериями с советской символикой (не сохранились). На фризе надпись «Кинотеатр „Киев“». Большие арочные проёмы входов в глубине лоджии украшены в фрамугах красивыми литыми решётками, их оси акцентированы сверху изысканными декоративными вазами, выделяющимися на фоне вертикального остекления двухъярусного фойе. Тройные эвакуационные проёмы (выходы) и окна на боковых плоскостях фасада прямоугольной формы, тройчатые окна второго этажа оформлены треугольными сандриками. Дворовые фасады с прямоугольными прорезями упрощены.
Отделка интерьеров осуществлена в традиционных для 1950-х годов формах историзма с применением элементов ордера (пилястры, пилоны), лепных деталей (карнизы, капители, обрамления входов), искусственного камня (полы вестибюля, парадная лестница, балюстрадные ограждения) и др.
При строительстве кинотеатра впервые на Украине была применена специальная акустическая штукатурка, способствующая чистоте звука.
С 2000 года в кинотеатре начался первый в его истории капитальный ремонт. Зрительные залы были реконструированы с обустройством амфитеатров. Кинопоказы после реконструкции были возобновлены 22 марта 2002 года (в «Красном» зале) и 17 января 2003 года (в «Синем»).

## Залы
В кинотеатре имеется три зала:
- «Красный» — рассчитан на 290 мест (15 рядов). Звуковая система: Dolby Digital
- «Синий» — рассчитан на 328 мест (17 рядов). Звуковая система: Dolby Digital Surround-Ex
- «Синематека» — рассчитан на 97 мест (11 рядов). Звуковая система: Dolby Digital Surround-Ex. В том числе зал рассчитан на демонстрацию фильмов с DVD носителя

## Аренда

Логотип

В 2019 году закончился срок аренды кинотеатра с ООО «Культурный центр „Кинотеатр Киев“», несколько фирм объявили о своей заинтересованности арендовать его на следующие 10 лет.
15 апреля 2019 года было объявлено, что ООО «Синема-Центр» в собственности медиамагната Бориса Фуксмана и телепродюсера Александра Роднянского выиграло аукцион на аренду столичного кинотеатра «Киев», предложив арендную плату в 2 169 253 гривны ежемесячно (крупнейшую среди претендентов). Срок действия арендного соглашения составляет 10 лет. Впрочем, вскоре новый арендатор отказался от выплаты ежемесячных сумм, потребовав понизить арендную плату или провести капитальный ремонт здания за счёт городского бюджета.
7 июня 2019 года помещение кинотеатра было занято членами «Муниципальной охраны», сформированной на базе ультраправой организации C14, с целью обеспечить его передачу франшизе «Синема-Центр». Это спровоцировало спонтанную акцию протеста недовольных горожан, опасавшихся, что Киев лишится одного из последних кинотеатров фестивального и авторского кино. Последующие два года продолжались акции за сохранение «Киева», а сам кинотеатр оставался закрытым. 1 июня 2021 года Хозяйственный суд г. Киев признал недействительным договор о передаче собственности кинотеатра в аренду ООО «Синема-Центр» и возобновил договор с предыдущими арендаторами — коллективом ООО "Культурный центр «Кинотеатр „Киев“»" до 4 января 2029 года.